# Nicolás Romano (baloncestista)
Nicolás Romano (Junín, Buenos Aires, 1 de noviembre de 1987) es un baloncestista argentino que se desempeña como alero o ala-pívot en Quimsa de la Liga Nacional de Básquet de Argentina.

## Trayectoria
Romano comenzó a jugar al baloncesto en Argentino de Junín durante su niñez. Hizo su debut con el equipo superior del club en la Liga Nacional de Básquet el 28 de marzo de 2004 en un partido ante Central Entrerriano. Sumó minutos en la temporada siguiente, pero a comienzos de 2005 se unió a San Martín de Junín como refuerzo para afrontar la Liga B. Romano sería fundamental para conseguir el ascenso de su nuevo equipo al TNA, motivo por el cual permaneció un año más allí. Volvió a Argentino de Junín en 2006, esta vez para jugar en la segunda división argentina.
En 2007 hizo su retorno a la LNB, contratado por Independiente de Neuquén. A partir de entonces demostraría temporada a temporada un incremento en su nivel como jugador, registrando estadísticas destacables, especialmente como anotador y reboteador. 
Tras un paso de dos temporadas por Quilmes de Mar del Plata, en agosto de 2010 fue fichado por Regatas Corrientes. Permaneció cuatro años allí, siendo parte de los planteles que ganaron la Liga de las Américas 2010-11, la Liga Sudamericana de Clubes 2012 y la Liga Nacional de Básquet 2012-13 (en la que además fue elegido como el Mejor Sexto Hombre).
En junio de 2014 dejó a los correntinos para sumarse a Lanús. Aunque su equipo no consiguió títulos esa temporada, Romano se destacó en su rendimiento personal, motivo por el cual en 2015 hubo una disputa para contratarlo entre San Lorenzo -que estaba construyendo un superequipo- y Quimsa -que acababa de consagrarse campeón de la LNB-, la cual fue ganada por este último.
Romano dejó a los santiagueños tras dos años. En consecuencia el 3 de julio de 2017 fue anunciado como nuevo jugador de Atenas, Pese a que se vio afectado por lesiones, en sus dos años en ese club mantuvo su nivel como jugador.  
En 2019, luego de realizar su primera experiencia fuera de la Argentina al jugar para los Guaiqueríes de Margarita de la Liga Profesional de Baloncesto de Venezuela, firmó un contrato con Instituto. De todos modos el campeonato no tendría resolución esa temporada, debido al inicio de la pandemia de COVID-19.
Romano volvió a las canchas en México, reforzando a Fuerza Regia para la temporada 2020 de la LNBP. Tras conquistar el título en disputa, volvió a su país contratado por San Lorenzo, equipo con el cual también se consagraría campeón a nivel local.

### Clubes
| Club                      | País      | Año             |
| ------------------------- | --------- | --------------- |
| Argentino de Junín        | Argentina | 2004            |
| San Martín de Junín       | Argentina | 2005 - 2006     |
| Argentino de Junín        | Argentina | 2006 - 2007     |
| Independiente             | Argentina | 2007 - 2008     |
| Quilmes                   | Argentina | 2008 - 2010     |
| Regatas Corrientes        | Argentina | 2010 - 2014     |
| Lanús                     | Argentina | 2014 - 2015     |
| Quimsa                    | Argentina | 2015 - 2017     |
| Atenas                    | Argentina | 2017 - 2019     |
| Guaiqueríes de Margarita  | Venezuela | 2019            |
| Instituto                 | Argentina | 2019 - 2020     |
| Fuerza Regia              | México    | 2020            |
| San Lorenzo               | Argentina | 2020 - 2021     |
| Instituto                 | Argentina | 2021 - 2022     |
| Gladiadores de Anzoátegui | Venezuela | 2022            |
| Instituto                 | Argentina | 2022 - 2023     |
| Búcaros                   | Colombia  | 2023            |
| Olímpico                  | Argentina | 2023 - 2024     |
| Quimsa                    | Argentina | 2024 - Presente |

## Selección nacional
Romano fue parte del combinado argentino que disputó el Campeonato Sudamericano de Baloncesto de Cadetes de 2003.
En 2010 integró el seleccionado denominado Argentina Proyección 2014-2018, creado para darle rodaje internacional a los jugadores que debían ser los sucesores de la Generación Dorada. Con ese equipo disputó una serie de partidos amistosos en China y Australia.
Con la selección mayor jugó en el Campeonato Sudamericano de Baloncesto de 2014 y en el Campeonato Sudamericano de Baloncesto de 2016.
Asimismo representó a su país en los Juegos Panamericanos en dos ocasiones: la primera en el torneo de baloncesto masculino en Guadalajara 2011 y la segunda en la competencia de baloncesto 3x3 masculina de Lima 2019. Además integró el plantel que obtuvo la medalla de oro en el certamen de baloncesto masculino de los Juegos ODESUR de Santiago 2014.

## Palmarés

### Campeonatos nacionales
- Actualizado hasta el 21 de junio de 2022.

| Título                           | Club                      | País      | Año         |
| -------------------------------- | ------------------------- | --------- | ----------- |
| Super 8 2012                     | Regatas Corrientes        | Argentina | 2012        |
| Campeón de la LNB 2012-13        | Regatas Corrientes        | Argentina | 2012 - 2013 |
| Campeón de la LNBP 2020          | Fuerza Regia de Monterrey | México    | 2020        |
| Campeón de la LNB 2020-21        | San Lorenzo               | Argentina | 2020 - 2021 |
| Campeón del Torneo Súper 20 2021 | Instituto                 | Argentina | 2021        |
| Campeón de la LNB 2021-22        | Instituto                 | Argentina | 2021 - 2022 |

### Campeonatos internacionales
- Actualizado hasta el 28 de abril de 2018.

| Título                 | Club               | País      | Año  |
| ---------------------- | ------------------ | --------- | ---- |
| Campeón LDA 2011       | Regatas Corrientes | Argentina | 2011 |
| Liga Sudamericana 2012 | Regatas Corrientes | Argentina | 2012 |

### Individuales
- Actualizado hasta el 21 de junio de 2022.

| Título                                                   | Club               | País      | Año         |
| -------------------------------------------------------- | ------------------ | --------- | ----------- |
| Mejor Sexto Hombre de la LNB                             | Regatas Corrientes | Argentina | 2012 - 2013 |
| MVP de la final del Torneo Súper 20 2021                 | Instituto          | Argentina | 2021        |
| Mejor Jugador Nacional de la temporada 2021-22 de la LNB | Instituto          | Argentina | 2021 - 2022 |